# Overdrive (Ofenbach)
Overdrive è un singolo del duo musicale francese Ofenbach, pubblicato il 6 ottobre 2023.
Il brano conta la partecipazione vocale della cantautrice statunitense Norma Jean Martine.

## Descrizione
Il brano ha segnato la seconda collaborazione tra il duo e Norma Jean Martine, dopo il successo commerciale di Head Shoulders Knees & Toes (2020). Esso contiene un campione del brano Cambodia (1981) della cantante britannica Kim Wilde.

## Video musicale
Il video musicale, diretto da Franck Trozzo Kazagui, è stato girato nel novembre 2023, anticipato per la prima volta dal duo attraverso i loro profili social il 13 novembre e pubblicato nel gennaio 2024 attraverso il loro canale YouTube.

## Tracce
Testi e musiche di César de Rummel, Dorian Lauduique, Norma Jean Martine, Alexander Hauer, Marty Wilde, Ricky Wilde e Tobias Jundt.
1. Overdrive (feat. Norma Jean Martine) – 2:35

## Successo commerciale
Il brano è diventato un successo in diversi paesi europei, raggiungendo, ad esempio, la ventiduesima posizione in Francia e ha avuto più successo nella Top 40 olandese in settima posizione, e sembrava funzionare bene anche nella Ultratop 50 fiamminga, dove ha raggiunto il nono posto.

## Cover
Il 14 febbraio 2025, durante la quarta serata dedicata alle cover, la cantautrice italiana in gara Sarah Toscano ha eseguito il brano insieme agli stessi Ofenbach al 75º Festival di Sanremo.

## Classifiche

### Classifiche settimanali
| Classifica (2023) | Posizione massima |
| ----------------- | ----------------- |
| Austria           | 6                 |
| Belgio (Fiandre)  | 3                 |
| Belgio (Vallonia) | 7                 |
| Francia           | 18                |
| Germania          | 5                 |
| Paesi Bassi       | 9                 |
| Portogallo        | 131               |
| Svezia            | 80                |
| Svizzera          | 8                 |

### Classifiche di fine anno
| Classifica (2024) | Posizione |
| ----------------- | --------- |
| Slovacchia        | 5         |